# Varaidzo Kativhu
Varaidzo (Vee) Kativhu és una activista educativa que fa videoblogs amb el nom Miss Varz. Nascuda a Zimbàbue, es va traslladar al Regne Unit i va estudiar a les universitats d'Oxford i Harvard. Va crear Empowered by Vee, una iniciativa que ajuda a fer que l'educació superior sigui més accessible per als estudiants d'entorns més pobres i va publicar el seu primer llibre el 2021. Ha guanyat un premi Diana i va ser inclosa a la llista de les 100 dones de la BBC el 2023.

## Carrera
Varaidzo Kativhu va néixer a Zimbàbue i va créixer parlant la llengua xona. Quan el seu pare va morir, es va traslladar al Regne Unit, als set anys. Primer va viure a Anglaterra, després a Pontypridd a Gal·les i després es va traslladar a la regió dels West Midlands d'Anglaterra. Va assistir al Dudley College i va treballar al McDonald's de Birmingham. Va ser la primera persona de la seva escola que va anar a la Universitat d'Oxford, on va estudiar arqueologia clàssica i història antiga a Lady Margaret Hall.
Mentre estava a Oxford, va crear un canal de YouTube amb el nom de Miss Varz i va fer vlogs sobre les seves experiències a la universitat. La seva amiga i companya d'estudis Malala Yousafzai va aparèixer en alguns dels seus vídeos. Kativhu va cursar un màster en línia en política educativa internacional a la Universitat Harvard i després va crear Empowered by Vee, una iniciativa que ajuda a fer que l'educació superior sigui més accessible per als estudiants d'entorns més pobres. Va continuar sent <i>StudyTuber</i> i, a data de novembre de 2023, el seu canal té 274.000 subscriptors. El 2021, va publicar el seu llibre d'autoajuda Empowered.

## Premis i reconeixements
El 2022, els èxits de Kativhu van ser reconeguts amb un premi Diana i les Nacions Unides la van seleccionar com a jove líder dels Objectius de Desenvolupament Sostenible. Va ser inclosa a la llista de les 100 dones de la BBC el 2023.

## Obres seleccionades
- Kativhu, Vee. Empowered: Live Your Life with Passion and Purpose.  Londres: Penguin, 2021. ISBN 978-1529110456.